# New York World
Le New York World est un ancien journal américain publié à New York entre 1860 et 1931.

## Histoire
Après plusieurs années difficiles, le journal fut racheté par Joseph Pulitzer en 1883 pour la somme de 346 000 $, et fait également une édition du soir sous le titre de The Evening World. Réputé pour son journalisme jaune, Pulitzer y développa une presse à sensation, comme celle de son concurrent William Randolph Hearst, les deux pratiquant un art consommé du scandale.
Quelques années plus tard, Nellie Bly devint l'une des premières journalistes d'enquête des États-Unis en travaillant souvent sous couverture. Inspirée par le roman de Jules Verne, Le Tour du monde en quatre-vingts jours, elle fit en guise de publicité pour le journal le tour du monde en 72 jours.
En 1890, Pulitzer fit construire le New York World Building qui fut pendant quatre ans le plus haut bâtiment du monde. Ce dernier fut rasé en 1955 pour permettre le réaménagement du Brooklyn Bridge. À compter de 1896, le journal fut imprimé en quatre couleurs, et constitua également le premier journal à être accompagné d'un supplément en couleur, qui contenait entre autres le cartoon The Yellow Kid.
En 1931, les héritiers de Pulitzer décidèrent de vendre le journal, ce qui les amena devant la justice. Le tribunal trancha finalement en faveur du fils du journaliste qui s'empressa de vendre le New York World. Ron Howard, magnat de la presse, et possesseur du Evening Telegram s'en empara alors, et créa le New York World-Telegram. Le dernier tirage du journal eut ainsi lieu le 27 février 1931.

## Contributeurs notables
- Eliza Frances Andrews,
- John L. Balderston,
- Djuna Barnes,
- Nellie Bly,
- Irvin S. Cobb,
- Eliza Archard Conner,
- Walter Lippmann,
- Everett Shinn,
- Deems Taylor,